# Lekker slim
Lekker slim was een Nederlands televisieprogramma. Het programma werd in 2009 en 2010 gepresenteerd door Bridget Maasland en werd het eerste seizoen elke zondag om 21.30 uur uitgezonden op RTL 5. In het tweede seizoen verhuisde het programma naar de donderdagavond van 21.00 tot 22.00 uur.
In Lekker slim moesten honderd mannelijke kandidaten inschatten welk antwoord vrouwen hebben gegeven op een vraag. Achter de schermen gaven de vrouwen antwoorden op alle vragen. De mannen gaven antwoord door in het A-vak, B-vak of C-vak te gaan staan. Dit correspondeerde met het antwoord dat ze dachten dat de meisjes gingen antwoorden. De mannen die aan het eind van de aflevering in het goede vak stonden, verdeelden de prijs van 2500 euro.
Het eerste seizoen behaalde gemiddeld 500.000 kijkers. In 2016 keerde het programma terug bij RTL 5 met Jamai Loman als presentator op de woensdagavond.